# Мельник Софія Валентинівна
Софія Валентинівна Мельник (нар. 5 листопада 2002, м. Олександрія, Кіровоградська область)— українська програмістка, багаторазова переможниця міжнародних змагань з програмування. Трикратна срібна призерка Міжнародної олімпіади з інформатики.

## Життєпис
Народилася на Кіровоградщині (м. Олександрія, Кіровоградської області) в родині вчителів. Батько Валентин — учитель інформатики, Заслужений вчитель України, тренер з підготовки учнів Всеукраїнських та Міжнародних олімпіад з інформатики, мати Мельник Антоніна Анатоліїна — вчителька фізики, відмінниця освіти України. Старший брат Сергій — професійний програміст.
У віці чотирьох років почала займатись бальними танцями. У 9 років захопилась спортивним програмуванням.
У 2012 році разом з родиною переїхала до Кременчука.

### Участь в учнівських інтелектуальних змаганнях з інформатики

#### 2014
Навчаючись у 5 класі, Софія вперше потрапила на IV етап Всеукраїнської учнівської олімпіади з інформатики де виступала за 9 клас (положення передбачає участь учнів 9-11 класів) і здобула диплом третього ступеня.

#### 2016
В складі збірної ліцею «Політ» Софія вперше взяла участь у Відкритій командній олімпіаді школярів з програмування та здобула бронзову медаль.

#### 2017
2017 року Болгарія ініціювала і в вересні стала першою господаркою Європейської олімпіади з інформатики для юніорів (EJOI-2017) — змагання зі спортивного програмування для учнів віком до 15 років. Софія єдина з дівчат потрапила до топ-10, показавши 6 результат в абсолютному заліку, отримала золоту медаль.

#### 2018

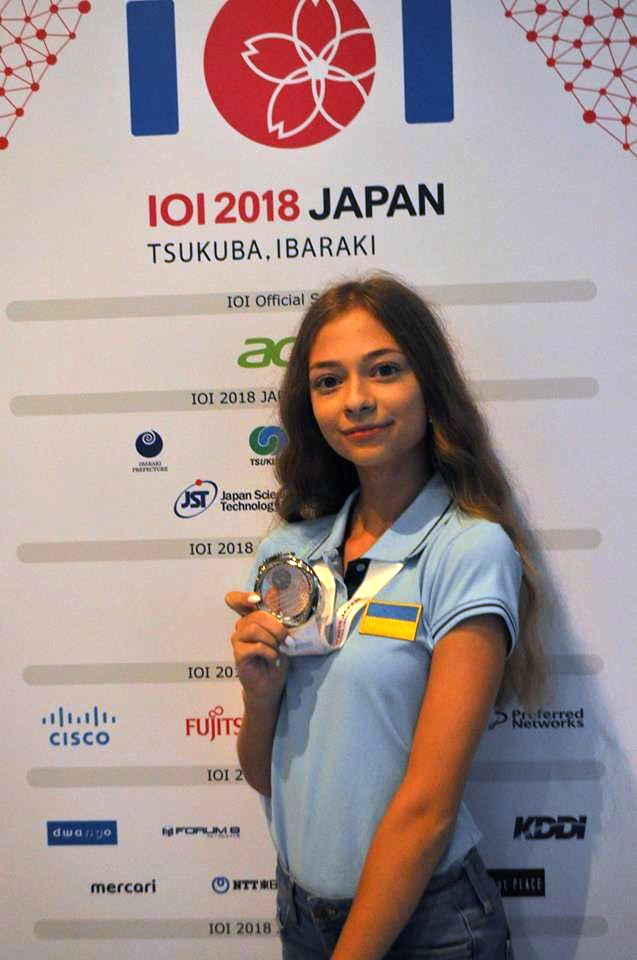
Срібна нагорода на Міжнародній шкільній олімпіаді з інформатики в Японії.

У лютому 2018 року Софія здобула «срібло» на міжнародному онлайн-змаганні зі спортивного програмування (проходить за правилами IOI), яке проводить Центр підвищення кваліфікації Румунського повіту Прахова InfO (1) Cup .
У березні 2018 року Софія вперше піднялася у топ-8 рейтингу учасників Всеукраїнських учнівських олімпіад, посівши друге місце в абсолютному заліку.
В 15 років Софія стала першою дівчиною, яка виборола право представляти Україну на Міжнародній шкільній олімпіаді з інформатики (IOI), й виборола у ній срібну нагороду.
Того ж року досягла гросмейстрського рівня на сайті спортивного програмування Codeforces.

#### 2019
У лютому 2019 року Софія завоювала золоту медаль на міжнародному онлайн-змаганні InfO (1) Cup.
Здобула срібну медаль Центральноєвропейської олімпіади з інформатики 2019, яка відбувалась 23 — 29 липня 2019 року у Братиславі (Словаччина), посівши дев'яте місце в абсолютному заліку і друге серед дівчат.
У серпні 2019 року здобула срібну медаль на Міжнародній шкільній олімпіаді з інформатики (IOI), яка проходила у Баку (Азербайджан).

#### 2020
У 2020 році втретє здобула срібну медаль на Міжнародній олімпіаді з інформатики.

## Навчання в університеті
В вересні 2020 року стала студенткою КНУ ім. Т. Г. Шевченка.[джерело?]

### Участь у публічних дискусіях, презентаціях
- Софія Мельник проводить тренінгові заняття для усіх ліг на літніх та зимових Всеукраїнських комп'ютерних школах «Олімп»[16].